# Konrāds Kalējs
Konrāds Kalējs (26 de junho de 1913 — 8 de novembro de 2001) foi um soldado letão colaborador do Partido Nazista, conhecido por cometer crimes de guerra durante a Segunda Guerra Mundial.